# 石井智美
石井 智美（いしい ともみ、1984年2月14日 - ）は、東京都出身の歌手である。一部楽曲では作詞も行う。2003年8月、kissmark CMアーティストに決定し、同年12月、日本クラウンより『ずっとこの場所で』でデビュー。血液型O型。

## 作品

### シングル
1. ずっとこの場所で（2003.12.3）オリコン73位
  1. ずっとこの場所で[5:45] - 「kissmark」CMソング。特徴的なサビの歌詞から「12月13日の歌」として人気を博す。
作詞：HIKARI／作曲：長澤孝志／編曲：都啓一
  2. ever after[4:09] - 「志賀高原プリンスホテル」CMソング
作詞：石井智美／作曲・編曲：都啓一
  3. ずっとこの場所で (instrumental)[5:44]
2. 時に負けない愛で（2004.5.26）
  1. 時に負けない愛で[4:38] - ANB系「ビートたけしのTVタックル」エンディングテーマ/ANB系「PRO-file」エンディングテーマ
作詞：西脇唯／作曲・編曲：都啓一
  2. そばにいて[5:51]
作詞：石井智美／作曲・編曲：都啓一
  3. 時に負けない愛で (instrumental)[4:38]